# 一四式水上偵察機
一四式水上偵察機 E1Y
横須賀海軍航空隊所属のE1Y2
- 用途：偵察機
- 分類：水上機
- 設計者：志村喜代作少佐、橋本賢輔技師[2]
- 製造者：横須賀海軍工廠
- 運用者：大日本帝国海軍
- 初飛行：1923年
- 生産数：320機
- 生産開始：1926年

一四式水上偵察機（いちよんしき すいじょう ていさつき）とは横須賀海軍工廠が開発し、1926年（大正15年）に制式採用された日本海軍の水上偵察機である。機体略番はE1Yとされた。

## 開発と生産
日本海軍は、横廠式ロ号甲型水上偵察機の後継機として1921年（大正10年）に新たな水上偵察機の開発に着手した。折り良くフェリックストウ F.5飛行艇のライセンス生産に来日していたショート社のフレッチャー技師に設計を依頼し、またこれに横須賀海軍工廠の技師を補佐につけて1923年（大正12年）に2機の試作機が完成した。このフレッチャー技師の設計した複座の機体は十年式水上偵察機と呼ばれ、日本製では初めて尾部フロートを廃したロングステップの双浮舟式の水上機となった。しかし重量過大で所期の性能に達せず、翌年に改良型（十年式水上偵察機A型）が製作されたが、これも不採用となった。
さらに1925年（大正14年）志村喜代作少佐と橋本賢輔技師により十年式水上偵察機B型が試作され、海軍はその性能について見込みがあるものとし改良を継続させ、同年末には満足のいくものとなったことから、翌1926年（大正15年）1月に一四式水上偵察機 (E1Y)として制式採用した。一四式水上偵察機の生産は愛知航空機及び中島飛行機も加えて行われることとなった。
木製骨組に羽布張りの機体の双フロート式の水上機で当初は複座だったが、後に三座に改められた。ロレーヌ400馬力発動機（ロレーヌ 12D）水冷V型12気筒装備の1号（E1Y1）、ロレーヌ二型450馬力発動機（ロレーヌ 12E）水冷W型12気筒エンジン装備の2号（E1Y2）の二種があったが、後継機難のため1931年（昭和6年）にはロレーヌ三型450馬力発動機を減速機付に、プロペラを4翅にし、各部を再設計した3号（E1Y3）が生産されている。一四式三号に改良された際に、それまでの2座から3座となって乗員が1名増えた。
一四式水上偵察機は横須賀海軍工廠の他愛知航空機、中島飛行機で320機生産されたが、この内の約4分の3が愛知製であった。
航続距離が長く安定性も優れていた為実用性は高く、艦載、基地用として日支事変初期まで広く使われた。第一線を退いた後は練習機として使用された他民間にも払い下げられ、民間機となった物の内には後席をキャビン式にして3～4名を乗せられるように改造された物もあった。

## 性能諸元
一四式二号水上偵察機
- 全長：10.59m[6]
- 全幅：14.22m[6]
- 全高：4.15m[6]
- 自重：1,880kg[6]
- 全備重量：2,750kg[6]
- 最高速度：178km/h[6]
- 乗員：3名[* 1]
- 発動機：ロレーヌ 450馬力発動機 水冷W型12気筒　450hp
- 航続距離：1,150km/9時間
- 武装：
  - 7.7mm機銃×1（後方旋回）
  - 爆弾30kg×4又は110kg×2